# Stéphane Tétreault
Stéphane Tétreault, né le 10 avril 1993, est un violoncelliste canadien. Il s’est fait connaître sur la scène internationale en tant que récipiendaire du violoncelle de Bernard Greenhouse , le Stradivarius « Comtesse de Stainlein, Ex-Paganini » de 1707, qui lui fut prêté par la mécène canadienne Jacqueline Desmarais suivie, à la mort de cette dernière, par sa fille Sophie Desmarais.

## Critiques
De nombreux critiques musicaux n’ont tari d’éloges à son sujet :
« La technique d’archet est immaculée et la maîtrise de l’harmonie et des contrastes omniprésente. » (Joanne Talbot, The Strad Magazine) .
« Le jeu solo est étonnamment mature, non seulement dans la technique, mais aussi la chaleur, l’éclat et la subtilité des couleurs et de l’inflexion. » (Geoffrey Norris, Gramophone) .
« Stéphane Tétreault est non seulement un technicien parfaitement accompli mais encore, et surtout, un interprète de génie. » (Claude Gingras, La Presse) .

## Prix
- 2022 - Prix Opus - Interprète de l'année - CQM - Conseil québécois de la musique
- 2019 - Prix Virginia Parker (Conseil des arts du Canada)
- 2018 - Maureen Forrester Next Generation Award du Stratford Summer Music Festival
- 2015 - Bourse de carrière de la  Women’s Musical Club of Toronto
- 2014 - Bourse de carrière Fernand-Lindsay de la Fondation Père Lindsay
- 2014 - Lauréat de la Sylva Gelber Music Foundation Award
- 2013 - Prix Choquette-Symcox décerné par la Fondation JM Canada et les Jeunesses Musicales Canada[7]
- 2012 - Découverte de l’année du 16e Gala des Prix Opus
- 2012 - Révélation classique  en musique classique
- 2012 - Lauréat de la Hnatyshyn Foundation[8]
- 2007 - Premier Prix au concours de l'Orchestre symphonique de Montréal OSM-Standard Life

## Discographie
- 2025 - Stradivtango - Œuvres pour violoncelle et bandonéon par le compositeur et bandonéonist Denis Plante - ATMA Classique
- 2024 - Claude Debussy: Images retrouvées - Œuvres pour violoncelle et piano par le compositeur Claude Debussy - Piano et arrangements Olivier Hébert-Bouchard - ATMA Classique
- 2023 - Claude Debussy: Images oubliées - Œuvres pour violoncelle et piano par le compositeur Claude Debussy - Piano et arrangements Olivier Hébert-Bouchard - ATMA Classique
- 2022 - Suite Tango - Œuvres pour violoncelle et bandonéon par le compositeur et bandonéonist Denis Plante - inspiré des Suites pour violoncelle seul de Johann Sebastian Bach; ATMA Classique
- 2022 - Transfiguration - Œuvres pour violoncelle et harpe - Marjan Mozetich, Caroline Lizotte, Alexandre Grogg, Kelly-Marie Murphy et François Vallières; Valérie Milot; ATMA Classique
- 2017 - Trio pour violon, violoncelle et harpe - Henriette Renié, Jacques Ibert, Halvorsen et Schubert; Valérie Milot, Antoine Bareil; Groupe Analekta
- 2015 - Œuvres pour violoncelle et piano - Haydn, Schubert, Brahms; Marie-Ève Scarfone; Groupe Analekta
- 2014 - Bookburners - Œuvre pour violoncelle et Turntable; Nicole Lizée; DJ P-Love (Paolo Kapunan); Bande à part (Radio-Canada); Centrediscs
- 2013 - Par Amour Pour Philou - Improvisation nocturne pour Philou; François Dompierre; Justin Time Records
- 2012 - Saint-Saëns & Tchaikovsky - Concerto for violoncelle et orchestre; Orchestre symphonique de Québec; Fabien Gabel; Groupe Analekta

## Tournées
En 2013, Stéphane et Marie-Ève Scarfone ont effectué une tournée de 15 concerts dans l’Est-du-Québec et dans les Maritimes dans le cadre d’un programme des Jeunesses musicales du Canada.